# مایستر اکهارت

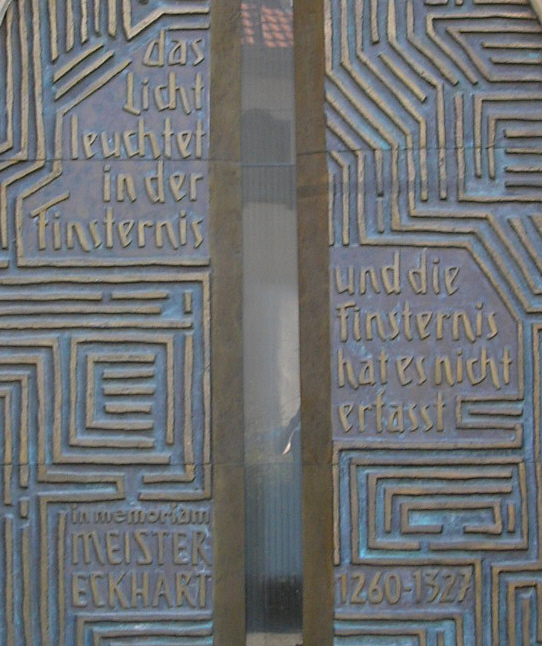
باب و درگاه مایستر اکهارت در کلیسای ارفورت آلمان که قطعه ای از انجیل یوحنا بر آن نوشته شده است.

مایستر اکهارت (آلمانی: Eckhart von Hochheim) (۱۲۶۰–۱۳۲۷ میلادی) دین‌شناس، فیلسوف، عارف، شاعر و خطیب آلمانی‌تبار بود.
او در نزدیکی شهر گوتا در ایالت تورینگن کشور آلمان زاده شد. گفته‌اند که مایستر اکهارت در زبان آلمانی همان تأثیری را داشته‌است که دانته در زبان ایتالیایی داشته، چنان‌که باعث شکوفایی آن زبان گشته‌است. اکهارت در صومعه‌ای متعلق به فرقه دومینیکن‌ها آموزش‌های اساسی را طی کرده و سپس در شهرهای مختلف به کسب علم و دانش پرداخته‌است. مایستر اکهارت همچنین به تعلیم الهیات مسیحی در شهرهای مختلف آلمان می‌پرداخت. در همین مدت، کلیسا او را کفر و زندقه محکوم می‌کند و مایستر اکهارت دفاعیه‌ای در دفاع از خویش می‌نگارد. مکان دفن او نامشخص است.

## جملات معروف
- خدا در خانه است، ماییم که برای قدم زدن بیرون رفته ایم.
- شما نیازی ندارید که او را اینجا یا آنجا بجویید، چرا که او بر در قلب شماست ... او هزاران بار بیش تر به شما میل می کند تا شما به او.
- خدا با افزودن چیزی، در روح، یافت نمی‌شود، بلکه با روند کاستن است که یافت می شود.
- اگر می خواهی لطف و رحمت خدا را دریافت کنی، ابتدا وابستگی خود به اشیا را بیرون بریز ... هرآنچه قرار است پر شود، باید ابتدا خالی شده باشد.
- نفس باید خود را از همه پاک و برهنه کند، آن گاه می تواند خدا را چنان که در خویشتنِ خویش برهنه است، بیابد.
- آیا طالب خوبی هستی؟ آیا طالب زیبایی هستی؟ اگر چنین است، پس تو خدا را می خواهی و می خواهی آشکار شوی. صدف باید بشکند تا مروارید خود را آشکار کند. دانه باید بشکند تا درخت متولد شود. بشکن، خدا پدیدار می شود.
- هرآنچه بدان تعلق داری رها کن و خدا را داشته باش، آن گاه خدا از آنِ توست همان گونه که از آنِ خود است و او خدای تو خواهد بود، همانگونه که خدای خود است، نه کمتر.
- کسی که از تعینات و خودی خود بریده و نفسِ خویش را دریافته است در رهایی محض و برهنگی صرف به سر می برد ... سرسپرده هیچ کس نیست و برای دستیابی به هیچ چیز تقلّا نمی‌کند، زیرا هرچه از آنِ خداست از آنِ او نیز هست.
- خدا در همه چیز هست، اما هیچ کجا چنان نیست که در روح. آن جا، جایی که زمان راهی بدان ندارد، جایی که هیچ صورتی بدان پدیدار نیست، در نهانی ترین و ژرف ترین ساحت روح خدا تمامی جهان را می آفریند.
- چشمی که با آن خدا را می بینم دقیقاً" همان چشمی است که با آن خدا مرا می بیند. چشم من و چشم خدا چشمی است واحد؛ دیدنی واحد، معرفتی واحد و عشقی واحد ... چرا که آنان که خدا را داشته باشند، خداست که در ایشان عمل می کند.
- حقیقت آنچنان شرافتمند است که اگر خدا از آن جدا شود، می‌توانم حقیقت را نگاه دارم و بگذارم که خدا برود.[۱][۲]
- هرگاه اراده خاص خود را کناری نهم و آن را در دستان سَرورم قراردهم و برای خود هیچ نخواهم، آن گاه خدا باید آن را به خاطر من بخواهد و اگر در این مورد مرا نادیده بگیرد، خود را نادیده گرفته است. و بنابر این در هر موردی که چیزی برای خود نخواهم، خدا از سوی من اراده می کند ... هنگامی که من خود را از اراده تهی کنم، او باید ضرورتاً" هرچه برای خود می خواهد،برای من بخواهد، نه کمتر نه بیشتر ... و اگر چنین نکند ... نه عادل تواند بود و نه خدا خواهد بود.
- در دانایی حاصل از ترک دانسته ها، خدا در روح سخن می گوید و خود را در آن آشکار می سازد.
- خداوند از تو چیزی نمی‌خواهد غیر از در اختیار گذاشتن قلبی آرام را.[۳]
- اگر می خواهی خداوند دلت را آرامش ببخشد، دل گرسنه ای را سیر کن.
- بارها و بارها گفته ام این نکته را که اگر کسی در حال وجد و جذبه عارفانه باشد و همسایه اش گرسنه باشد، نزد خداوند بهتر آن است که او از حال وجد و جذبه خویش بیرون آید و کاسه ای آش برای همسایه گرسنه اش ببرد.
- برای برخورد با تمایلات راهی بهتر از آزار دادن خود (ریاضت) هست. آزار دادن خود، به جای این که از نفسانیات ما بکاهد، نفسانیات ما را فربه تر می کند. برای مهار تمایلات، عشق بهترین لگام است. آن کس که عشق را یافت، دیگر به چیزی نیاز ندارد... آن هایی که ریاضت می کشند، در ظاهر قدیس اند، اما در باطن مثلِ شان مثل حِماری است با بار کتاب. زیرا آنها درباره خدا بسیار می دانند اما خدا را اصلاً نمی‌شناسند.
- بی نیازی‌ی لغزش ناپذیر انسان را به محبت الهی سوق می‌دهد. سرشار از چیزها بودن، خالی بودن خداست و خالی بودن از چیزها، پر بودن از او.
- مقصود نهایی همه ما این است که مادر خدا باشیم، که خدا همواره نیازمند تولد است.
- اگر ما به خدا تمسک کنیم، خدا و همه فضایل به ما چنگ خواهند زد و آنچه پیشتر می جستید، اینک شما را می جوید. آن چه پیش تر به شکارش می رفتید شما را اینک به دام می افکند.
- باشد که ما خدا را در همه چیز، یکسان بیابیم و خدا را همیشه یکسان در همه چیز بیابیم.[۴]
- تنها آنانی که شهامت رها کردن را داشته اند، شهامت ورود دوباره را خواهند داشت.
- انسان نبایست که هیچ گاه با اندیشه خداوند دل خوش کند که آنگاه که اندیشه خواهد مرد، خداوند هم می میرد.
- حکمت جاودانه و سرمدی می گوید که: آن کس که مرا بشنود، شرمسار نخواهد بود. که اگر شرمنده است، شرمنده چیزی نیست جز این ذات شرمنده بودن. آن که در من کار کند گناهی نمی‌کند، آن کس که پیش من اعتراف کند و بترسد مرا زندگی جاودانه خواهد داشت. هر که حکمت پدر را بشنود باید ژرف بزید و در خانه بماند و با خود در وحدت باشد.
- توانمندترین نیایش‌ها، آن قادر متعال و آن ارزشمندترین همه اعمال نتیجه یک ذهن آرام ست. هر چه این ذهن آرامتر..،ارزشمندتر و عمیق تر و گویا تر و بی عیب‌تر این نیایش. برای ذهن آرام همه چیز ممکن است. و ذهن آرام چیست؟ ذهن آرام آن ذهنی‌ست که چیزی بر آن سنگینی نمی‌کند، چیزی نگرانش نمی‌کند، که رها از تمامی بندها و خودخواهی‌ها به تمامی با اراده خداوند یکی شده و اراده خود را میرانده…
- در همه حال آماده باش برای گرفتن فیض حق و آماده باش تا فیوضات تازه او را دریافت کنی، زیرا خداوند برای دادن موهبت های خویش به ما هزاران بار آماده تر از ماست برای گرفتن آن موهبت ها.
- باید به دنیا بیایی، در این تولد تازه تمامی الطاف خداوند را می یابی. اگر تولد دوباره نیابی از تمامی الطاف خداوند محروم می مانی. هَمِّ خود را مصروف این تولد تازه کن. خوبی را می یابی، زیبایی را می یابی، پاکی را می یابی، شادی را می یابی، حقیقت را می یابی، هستی می یابی.
- اگر تنها دعایی که در تمام عمر بر زبان می آورید "خدایا شکر" باشد، همین کافی است.
- راهی که به خداست زیباست، دلپذیر است، شاد است و آشنا. باشد آنکه قدم به این راه می گذارد به راهی دیگر نرود. او در این راه تنها نیست، خدا همسفر اوست. خوشا به حال کسی که همسفرش خدا باشد.

## لینک های خارجی
- Eckhart Triebel: Meister Eckhart und seine Zeit (استاد اکهارت و زمانش - آلمانی) Eckhart Triebel: Meister Eckhart Bibliographie seit 1995   (کتابشناسی استاد اکهارت از سال 1995)